# Celule B
Celulele B sunt limfocite implicate în imunitatea umorală, fiind burso-dependente la păsări și derivate din măduva hematogenă la mamifere. Limfocitele B exprimă receptori imunoglobulinici de o singură specificitate pe suprafața lor. Când acești receptori interacționeaza cu un antigen corespunzător, celula este activată, se proliferează clonal, se diferențiază în plasmocit, care secretă cantități mari de imunoglobuline. Aceste imunoglobuline secretate reacționează specific cu același antigen care a activat inițial limfocitul B in repaus. Imunoglobulinele, ca proteine din fracția plasmatică a serului, reprezintă componenta umorală solubilă, a sistemului imun specific. 